# 江戸一
株式会社江戸一（えどいち）は、東京都足立区西綾瀬に本社を置き、外食チェーン「すたみな太郎」などを経営する企業である。
社章は青と黄色と赤の同心円で、中心の赤は顧客、中間の黄色は取引先、外側の青は従業員を表し、これら三つの信頼を基礎とする経営理念を形にしたものである。

## 沿革
1965年（昭和40年）、東京都足立区の東武伊勢崎線五反野駅前に「大衆酒蔵店」として創業。1970年（昭和45年）9月5日に株式会社江戸一を設立して法人化した。現在に至るまで創業の地である五反野駅前に本社を置いている。
1978年（昭和53年）、焼肉・寿司バイキングレストラン「すたみな太郎」1号店となる環七店を足立区内で開店。1970年代にはまだなかった食べ放題レストランという新業態を確立した先駆けとなる。
1984年（昭和59年）、中華・和食割烹料理専門店「江戸一 別館」を開店（現在は閉店）。
1991年（平成3年）、東京都足立区綾瀬（綾瀬駅北口）に結婚披露宴会場を備えた和食・中華料理専門店「江戸一 万来館」を開店。
1996年（平成8年）、東京都足立区栗原にバイキングと和食・宴会場がひとつのビルになった複合店舗「江戸一 西新井館」を開店（現在は閉店）。
1998年（平成10年）には埼玉県草加市に「江戸一 草加館」を開業、1階はバイキングレストラン、2階は和食・中華お座敷バイキング、3階は宴会場として営業中である。
2001年（平成13年）には、バイキングレストラン直営店が100店舗を達成した。
2014年8月28日、投資ファンドのポラリス・キャピタル・グループが創業家などから江戸一の全株式を取得した、ポラリス傘下のファンドが旧法人の江戸一を吸収合併する形で新法人となる江戸一を設立した。ポラリスは、当初は「すたみな太郎」の積極出店を進め、不採算事業は一部を整理し、将来の株式上場を目指すとしていた。
しかし、2015年3月期から5期連続で最終赤字を計上するなど経営改善が見られなかったことから、ポラリスは2019年7月に山田コンサルティンググループの子会社であるキャピタルソリューションへ全株式を譲渡。その直後に、パチンコホールを運営する株式会社ダイエー（スーパーマーケットのダイエーとは無関係）のグループ会社へ全株式が譲渡され、ダイエー傘下に入った。

## 事業内容
和食・中華・宴会場
- 江戸一
  - 江戸一 別館（閉店）
  - 江戸一 万来館（閉館）
  - 江戸一 西新井館（閉店）
  - 江戸一 草加館

居酒屋
- 江戸一 のみくい処 - 青戸店の閉店により店舗ブランドが消滅。

セルフバイキング
- すたみな太郎・すたみな太郎NEXT
- バイキング 喰喰 (KUI-KUI) - 池袋店のみ。
- くつろぎブッフェ 森のめぐみ - 自然食バイキング。2020年の東松山店閉店により店舗ブランドが消滅。
- こう福や - ずわい蟹・しゃぶしゃぶ食べ放題の和食バイキング。北本店の閉店により店舗ブランドが消滅。

かつては「バイキング」「バイキング江戸一」「グローバルバイキング」「バイキングエドゥーノ」などの屋号もあったが、店舗ブランドは一部を除き「すたみな太郎」に統一された。